# Ettington
Ettington est un village et une paroisse civile du Warwickshire, en Angleterre. Il est situé dans le sud du comté, à une quinzaine de kilomètres au sud-est de la ville de Stratford-upon-Avon. Administrativement, il relève du district de Stratford-on-Avon.
La paroisse civile comprend le village principal d'Ettington et le hameau de Fulready. Elle est traversée du nord au sud par la route A429 (en), qui contourne le village d'Ettington par l'ouest.

## Toponymie
Ettington est un nom d'origine vieil-anglaise dont le deuxième élément fait référence à une colline (dūn). La première partie du nom est plus ambigüe : elle pourrait renvoyer à un homme nommé Eata qui en aurait été le propriétaire, ou bien provenir du substantif eten « pâturage ». Dans le Domesday Book, compilé en 1086, le village a pour nom Etendone.

## Histoire
Le Domesday Book mentionne deux manoirs distincts en 1086 : Upper Ettington et Lower Ettington. En 1086, le seigneur du manoir de Lower Ettington est le baron anglo-normand Henri de Ferrières. Le village compte alors 71 habitants et son revenu annuel est estimé à 20 livres. Cette seigneurie se transmet parmi les héritiers d'Henri de Ferrières, qui reçoivent le titre de comte de Derby en 1138, puis passe ultérieurement aux comtes de Lancastre. Au moment de la compilation du Domesday Book, le seigneur local est un certain Saswalo. Son petit-fils Sewallis (mort vers 1129) s'installe à Shirley, dans le Derbyshire, et adopte Shirley comme patronyme. Le manoir de Lower Ettington continue à se transmettre parmi ses descendants au fil des siècles, l'un des plus célèbres étant Robert Shirley (1650-1717), qui est titré comte Ferrers (en) en 1711. À sa mort, Lower Ettington passe à une branche cadette de la famille Shirley issue du premier fils de son second mariage, George Shirley.
Le manoir de Upper Ettington, beaucoup plus petit, est quant à lui divisé entre plusieurs propriétaires en 1086 : Thorkil de Warwick, son oncle Ordric et le baron anglo-normand Hugues de Grandmesnil. Il est récupéré par les Shirley de Lower Ettington en 1242 au plus tard. Par la suite, il est brièvement détenu par l'évêque de Salisbury Henry Brandeston (en) (mort en 1288) et passe entre les mains de divers propriétaires. Les droits manoriaux sont annexés à ceux de Lower Ettington par la famille Shirley.
En 1798, le village de Lower Ettington est intégralement rasé, à l'exception du manoir et de l'église paroissiale, pour laisser place à un parc de chasse au bénéfice de la famille Shirley. La même année, une nouvelle église est ouverte à Upper Ettington, qui constitue désormais la partie la plus peuplée de la paroisse.

## Démographie
Au recensement de 2011, la paroisse civile d'Ettington comptait 1 171 habitants.
| 1801 | 1811 | 1821 | 1831 | 1841 | 1851 | 1881 |
| ---- | ---- | ---- | ---- | ---- | ---- | ---- |
| 519  | 515  | 641  | 728  | 704  | 695  | 694  |

| 1891 | 1901 | 1911 | 1921 | 1931 | 1951 | 1961 |
| ---- | ---- | ---- | ---- | ---- | ---- | ---- |
| 620  | 532  | 570  | 500  | 484  | 496  | 716  |

| 1971 | 1981 | 1991 | 2001 | 2011  | - | - |
| ---- | ---- | ---- | ---- | ----- | - | - |
| 849  | ?    | ?    | ?    | 1 171 | - | - |

## Culture locale et patrimoine
Ettington Park, le manoir des Shirley à Lower Ettington, remonte dans son état actuel au milieu du XVIIe siècle. Il est significativement rénové entre 1858 et 1862 par l'architecte gallois John Prichard (en) pour le compte d'Evelyn Shirley (en). Ce grand bâtiment de style néogothique sert de décor aux films d'horreur La Maison du diable (1963) et Les Yeux de la forêt (1980). C'est devenu un hôtel, protégé depuis 1967 comme monument classé de grade I.
Il ne subsiste quasiment que des ruines de l'église paroissiale de Lower Ettington, qui était dédiée à la Trinité. Son existence est attestée au XIIIe siècle. Elle est parfois appelée « église Saint-Nicolas » en raison de la présence d'un autel dédié à saint Nicolas. La partie sud du transept est convertie en chapelle mortuaire pour la famille Shirley en 1825. Cette église constitue un monument classé de grade I depuis 1967, ainsi qu'un scheduled monument.
La deuxième église d'Ettington, située à Upper Ettington, était dédiée à Thomas Becket. Construite entre 1795 et 1798, elle a la réputation d'être la plus laide de tout le pays. Elle est détruite en 1913, à l'exception de sa tour, qui se trouve dans une propriété privée et est monument classé de grade II depuis 1972. La troisième église, qui la remplace, est construite en 1902-1903 dans le style néogothique. Elle est dédiée à la fois à la Trinité et à Thomas Becket et constitue elle aussi un monument classé de grade II depuis 1972.

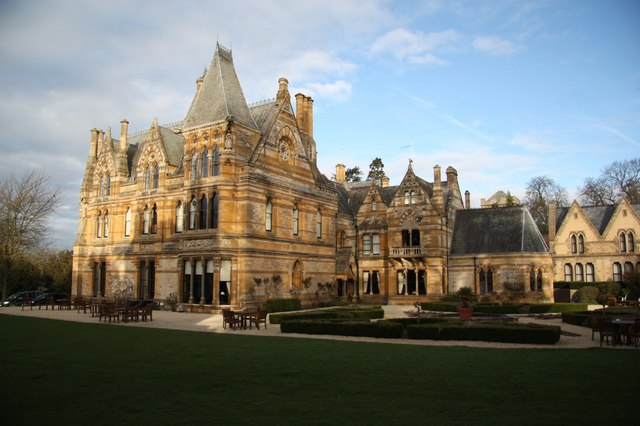
Ettington Park Hotel.
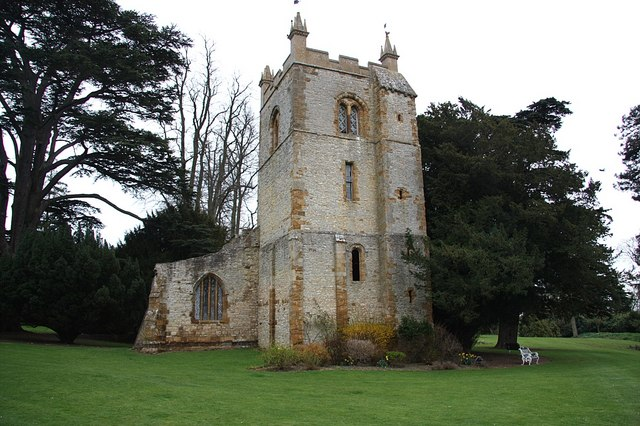
L'ancienne église.
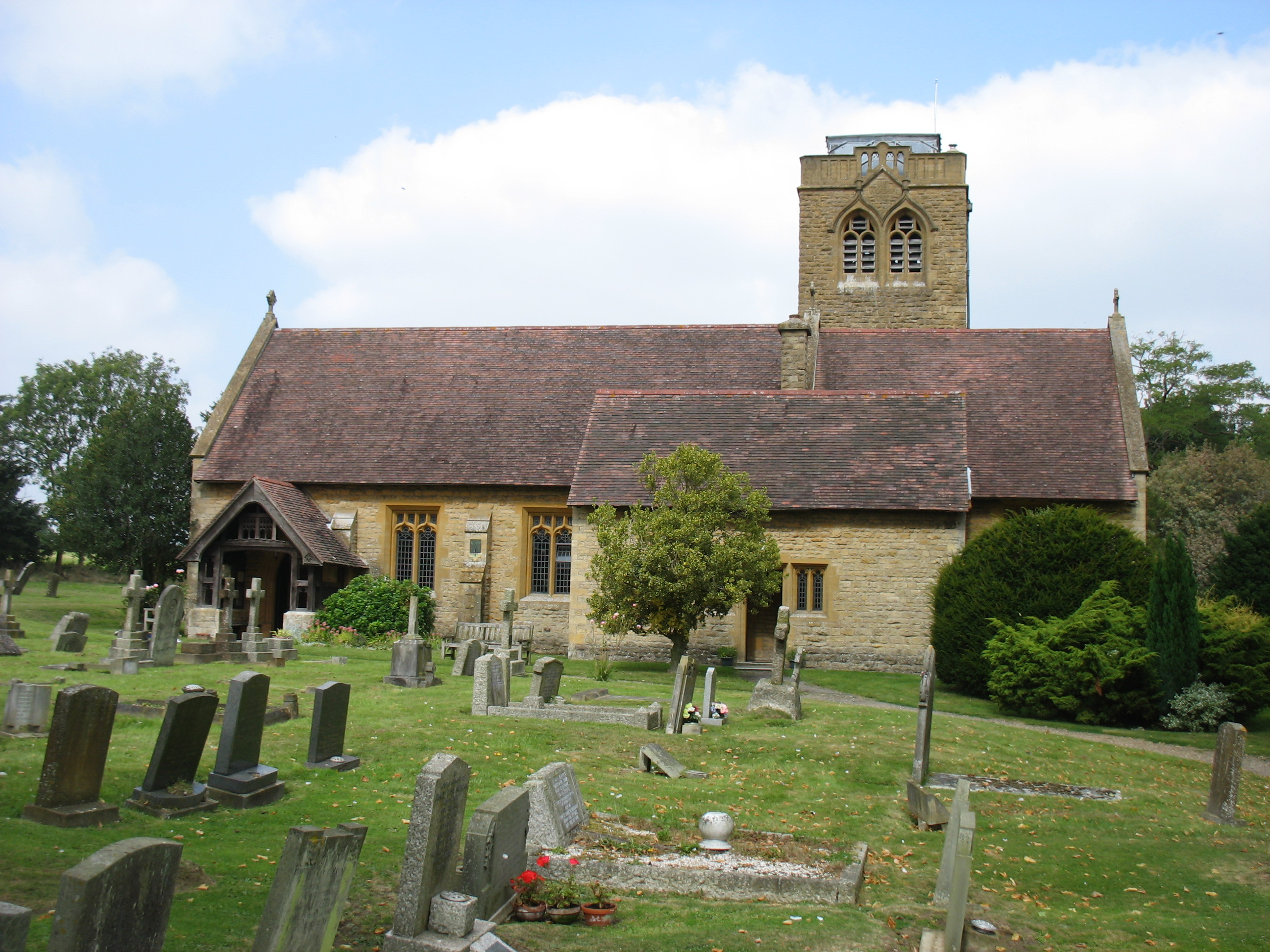
L'église paroissiale.

Ettington est le village natal du compositeur de musique sacrée William Croft (1678-1727).